# Cosmosoma omphale
Cosmosoma omphale là một loài bướm đêm thuộc phân họ Arctiinae, họ Erebidae.